# Gelsomino D'Ambrosio
Gelsomino D'Ambrosio (Campagna, 16 agosto 1948 – Salerno, 6 novembre 2006) è stato un designer, artista e grafico italiano.

## Biografia
Allievo di Franco Mancini, si è diplomato in Scenografia all'Accademia di belle arti di Napoli. Ebbe le prime esperienze di lavoro a Roma, Londra, Zurigo, Parigi e Colonia. Ha collaborato anche con il "K Teatro", diretto da Rino Mele, dal 1967.
Agli inizi degli anni '70 ha contribuito alla fondazione del "Teatrogruppo" di Salerno con il quale ha partecipato ad importanti manifestazioni: al "Maggio popolare" (a cura del Crt di Milano); al Festival di Chieri; alla Biennale di Venezia del 1975; alla stagione '75/ '76 del Teatro alla Scala di Milano; al Folkfestival di Berna al Gutern e al Festival di Lenzburg nel 1978. Disegni e bozzetti sono stati esposti nell'ambito di numerose mostre, tra le quali: "Scenografia" (Napoli, Palazzo Reale, 1969) e "1960-1980. Vent'anni di ricerca teatrale in Italia" (Roma, Palazzo delle Esposizioni, 1980).
Nel 1973 ha fondato con Pino Grimaldi "Studio Segno" che, dal 1994 con l'ingresso di Giovanni Vietri, è diventato "Segno Associati".
In quasi trent'anni di lavoro D'Ambrosio e Grimaldi hanno prodotto innumerevoli immagini senza mai interrompere il "ciclo produttivo": dalla progettazione di "corporate image" fino ai più complessi e avanzati sistemi grafici per imprese nazionali ed internazionali, enti pubblici, istituzioni di ricerca, istituti di credito. Le loro opere sono state esposte in varie mostre di grafica: Bari, Bologna, Berlino, Cattolica, Firenze, Gerusalemme, La Salle, Lathi, Londra, Milano, Mosca, Napoli, Nizza, Parigi, Pécs, Pizen, Roma, Seul, Tel Aviv, Torino e Varsavia.
Nel 1980 ha dato vita, insieme ad altri operatori della cultura, alla casa editrice "Edizioni 10/17". 
Dopo il tragico sisma in Irpinia del 23/11/1980 (tra il 1982 e il 1985), pur vivendo a Salerno città (come del resto Alfonso Tafuri di Italia Nostra e Angelo Trimarco dell'Università di Salerno, costituendo uno dei punti di riferimento nel capoluogo) è stato tra i protagonisti del gruppo "Amici del Museo" di Campagna (centro storico), dedito al recupero e alla salvaguardia  dei Berni Culturali, alla nascita di un Museo di Etno-Antropologia e d'Arte Contemporanea, e alla trasformazione dell'evento fluviale detto " 'A Chiena", da nettezza urbana a "opera d'arte" e spettacolo, nella condivisione dell'idea progettuale di Angelo Riviello (suo amico e compagno d'infanzia e di adolescenza, nonché "collega" negli studi in Scenografia all' Accademia di Belle Arti di Roma, allievo di Toti Scialoja, con la sua prima esperienza di lavoro nella capitale, e poi insieme a Zurigo nel 1971, dove conobbero il Teatro di Luca Ronconi, nella messa in scena dell'Orlando Furioso). Nel 1985, aderì anche come artista e designer alla famosa "Kermesse Nazionale d'Arte Contemporanea  'A Chiena a Campagna" (ribattezzata più tardi come Rassegna dell'Acqua - La Chiena), che ebbe tra i curatori Rino Mele (suo ex direttore del "K Teatro") ed Enzo Di Grazia, nel coordinamento artistico del Riviello, con testi (in italiano e inglese) in catalogo, degli stessi (stampato dalle Arti Grafiche Boccia, Salerno 1987), con due brevi racconti, di Alan Frenkiel e di Vito Maggio.  
Nel 1989 è stato tra i promotori della “Carta del progetto Grafico”.
Nel corso dell'ultimo decennio, D'Ambrosio ha ideato in particolare la comunicazione per committenti come Telecom, Italia Lavoro, Confindustria, Ansaldo, Gruppo Cos, Istituto Commercio Estero, Eurofighter International, Anas, Teatro San Carlo di Napoli, Università la Sapienza di Roma, Avagliano Editore, e tanti altri, tra cui molti uffici e Direzioni Generali della Comunità Europea, Commissione Europea, Cedefop, Echo, oltre che per il Parlamento Europeo.
Dal 1995 è condirettore di "Grafica", rivista di teoria, storia e metodologia. Dal 1992 al 1994 ha realizzato e diretto, con Grimaldi, il progetto scientifico dell'ISD (Istituto Superiore di Design) di Napoli. Ha sempre svolto un'intensa attività didattica: ha insegnato Cultura della Grafica all'ISIA Istituto superiore per le industrie artistiche (Urbino), è stato docente in numerosi Master post laurea organizzati dalle Università Federico II di Napoli e di Salerno, dalla Associazione Editori Italiani e dall'lMED di Catanzaro.
Ha curato numerosi allestimenti per mostre e grandi eventi quali il Summit della Comunicazione a Castel dell'Ovo di Napoli (1995-98), il Salone dei Beni Artistici e Culturali al Lingotto di Torino (1998-99), la Prima Conferenza Nazionale sul Lavoro al Palazzo dei Congressi di Roma (2000), l'esposizione Mediterraneo Mirò nel complesso Santa Sofia di Salerno (2002), varie mostre nei Saloni della Provincia di Salerno, l'ultima delle quali, nel 2003, è stata dedicata a Guido Gambone.
Nel 2004, presso la Palazzina Neoclassica di Giffoni Sei Casali, ha allestito una sua mostra di disegni dal titolo "Gelsomino D'Ambrosio. Scenografica. Dalla messa in scena alla messa in pagina", catalogo a cura di Ada Patrizia Fiorillo. 
Nel 2005 cura la mostra "Pablo Picasso. I luoghi e i riti del mito", allestita presso il Complesso Santa Sofia di Salerno.
Sempre nel 2005, a Minori, espone una serie di disegni nella mostra "Prove d'Inchiostro".
Ha fatto parte del consiglio direttivo dell'AIAP (Associazione Italiana Progettisti Comunicazione Visiva) ed è stato iscritto al BEDA (Bureau of European Designers Associations).
Nel 1999 è stato insignito, al Giffoni Film Festival, del premio "François Truffaut", il premio più prestigioso che viene consegnato agli ospiti più importanti e con una lunga carriera alle spalle, per aver curato la comunicazione del Festival negli ultimi decenni.

## Pubblicazioni
Ha pubblicato i volumi:
- Prove di stampa, Kappa editore, Roma 1983 (con Pino Grimaldi)
- Lo studio grafico. Da Gutenberg al piano di identità visiva,  Edizioni 10/17, Salerno, 1995 (con Pino Grimaldi)
- Campagna,  Edizioni 10/17, Salerno 1996
- Scenografica. Dalla messa in scena alla messa in pagina, Edizioni 10/17, Salerno 2004

Ha pubblicato saggi su numerose riviste ("Grafica", "Alfabeta", "Op. cit.", "Linea Grafica", "Graphicus e Publishing"), è stato relatore in molti convegni e tiene seminari in diverse università e istituzioni italiane e straniere (DAMS di Bologna, Archiginnasio di Bologna, INARCH di Roma, Fachhochschule di Augsburg, Università dell'Ulster a Belfast, Maison Gerboiller a la Salle (Valle d'Aosta), Istituto Italiano di Studi Filosofici di Napoli.
Su "Il Mattino" di Napoli ha pubblicato disegni nelle pagine culturali, tenuto rubriche di design editoriale, per alcuni mesi ha curato vignette, contribuendo infine al redisign grafico del quotidiano (1992).

## Citazioni
- Gelsomino D’Ambrosio. Artista e designer, in “Progetto Grafico” Anno 4, N.9, Dicembre 2006.
- Blur design. Per Mino, (dedicato a Gelsomino D’Ambrosio), Edizioni 10/17, Salerno 2009
- Ma dov'è ora Gelsomino D'Ambrosio?, A. Elia, F. Fabrizi, V. Falcone, V. Maggio, R. Mele, A. Petti, Ass. Giordano Bruno ed., Campagna (Salerno) 2013.
- Ricordo di D'Ambrosio. Una voce su Wikipedia, A. Amendola, Il Mattino, Salerno 25 ottobre 2016.